# پی‌جی‌پی کورپوریشن
پی‌جی‌پی کورپوریشن (انگلیسی: PGP Corporation) شرکت نرم‌افزار آمریکایی است، که در سال ۲۰۰۲ تأسیس شد.